# Скала (Малополско войводство)
Вижте пояснителната страница за други значения на Скала.
Ска̀ла (на полски: Skała) е град в Южна Полша, Малополско войводство, Краковски окръг. Административен център е на градско-селската Скалска община. Заема площ от 2,97 км2.

## Население
Според данни от полската Централна статистическа служба, към 1 януари 2014 г. населението на града възлиза на 3 762 души. Гъстотата е 1 267 души/км2.